# Prophecies
Prophecies è un album del gruppo goth rock Christian Death, pubblicato dalle etichette discografiche Nostradamus Records e Jungle Records nel 1996.
È l'ottavo della formazione europea del gruppo capeggiata da Valor Kand, che si distingue da quella statunitense capeggiata da Rozz Williams scioltasi nel 1994.
È stato ristampato nel 1999 e nel 2002.

## Tracce
(Testi e musiche di Valor Kand)
1. Without - 9:06
2. Is This the Will of God - 1:47
3. Alone - 5:47
4. The Great Swarm of Bees - 5:16
5. Into the Shitworld - 7:43
6. The Pig Half Man - 4:01
7. Thunderstorm - 5:30
8. The Black Ones - 2:58
9. Black Empire - 2:56
10. Nineteen Ninety Nine - 7:50

## Formazione
- Valor Kand: voce, chitarra
- Maitri: voce, basso
- Flick: chitarra